# Вулиця Будіндустрії (Черкаси)
Ву́лиця Будінду́стрії — одна з вулиць в місті Черкасах.

## Розташування
Починається від вулиці Чигиринської і простягається на південний захід, де закінчується тупиком.

## Опис

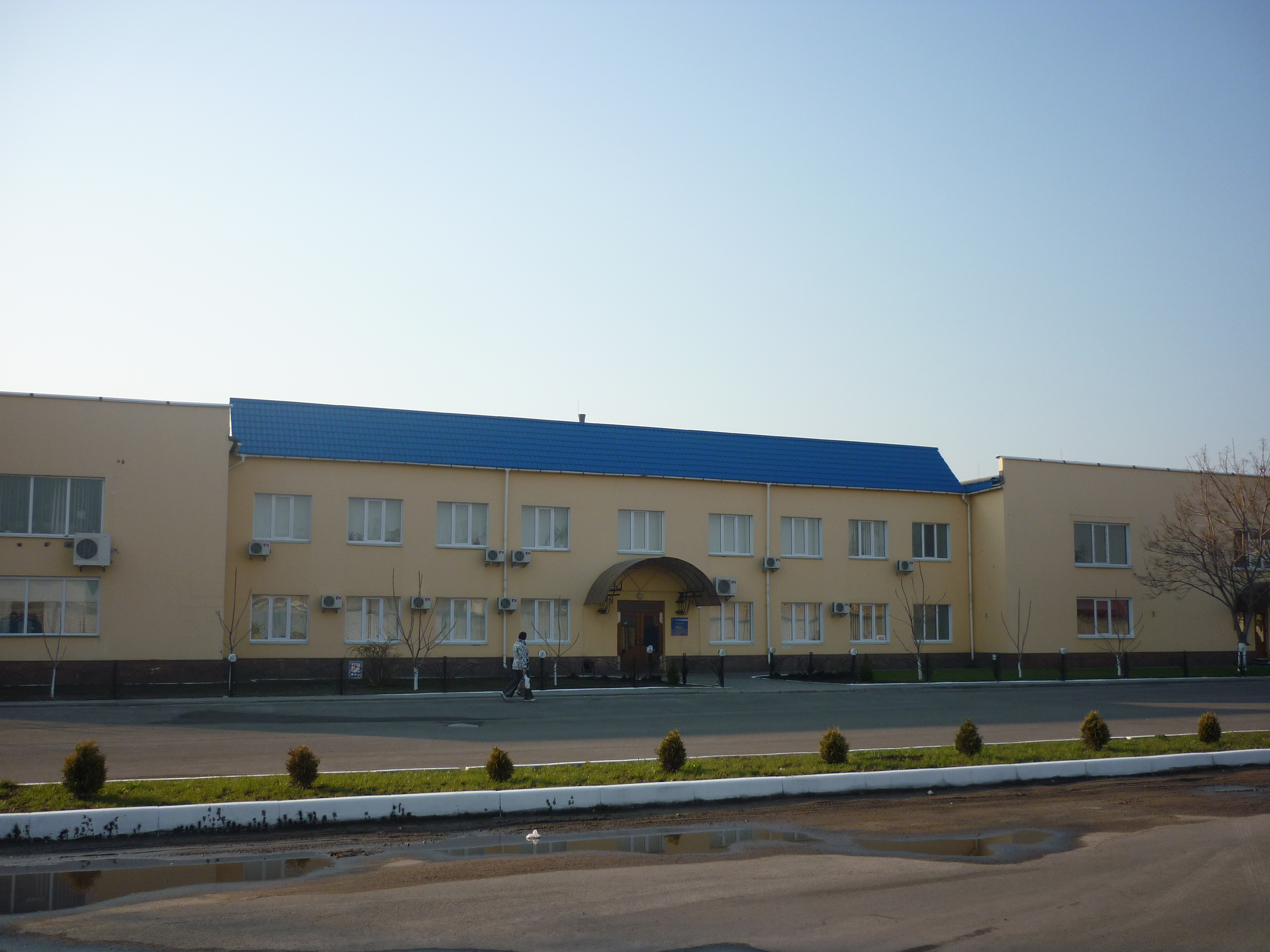
Завод «Аврора»

Вулиця неширока, проходить цілком по промисловій зоні.

## Походження назви
Вулиця була закладена 1961 року, названа через розташування по ній декількох будівельних підприємств.

## Будівлі
По вулиці розташовуються Черкаський лакофарбовий завод «Аврора» та різні будівельні підприємства.